# Moderní dějiny Aland
Moderní dějiny Aland zahrnují období počínající rokem 1809. Do té doby byly Alandy, podobně jako Finsko, od středověku součástí Švédského království. V roce 1809 Finsko dobyla ruská armáda a car Alexandr I., vědom si odlišnosti a svébytnosti finské kultury a historických vazeb na Švédsko, ustanovil Finsko jako velkovévodství, personální unií spojené s carským Ruskem. Alandy tak byly mezi roky 1809 až 1917 v rámci Finského velkoknížectví součástí Ruska. Finsko vykazovalo od roku 1809 všechny atributy státu: definované území, obyvatelstvo a vlastní vládu. Pod jeho suverenitu nespadala jen zahraniční politika a obrana země. Alandy byly administrativně součástí Finska již za švédského období.

## Demilitarizace ostrovů 1856
Ztráta Finska v roce 1809 představovala pro Švédsko strategicky velmi ohrožující situaci, což se týkalo zejména odstoupení Alandských ostrovů – švédští vyjednávači se proti tomu ostře stavěli, ale vzhledem k jejich slabé pozici se jim nakonec ani nepodařilo prosadit demilitarizaci ostrovů. Rusové zde tak mohli začít budovat velkou pevnost Bomarsund, jejíž stavba začala roku 1834 a měla probíhat přibližně do konce 50. let. Během krymské války však byla (1854) ještě nedostavená pevnost přepadena spojenou anglickou a francouzskou flotilou a srovnána se zemí. Během pařížských mírových jednání se Švédsko pokoušelo vyvíjet nátlak na Francii a Británii a přesvědčit je o nezbytnosti cese Aland, později navrhovalo poskytnout ostrovům neutralitu, nad kterou by tyto tři státy dohlížely. Nakonec však Rusko souhlasilo jen s aktivní demilitarizací ostrovů, a ta byla potvrzena 30. března 1856 v tzv. Alandské konvenci. Tato smlouva byla podepsána mezi Velkou Británií, Francií a Ruskem. Švédsko, které se mírové konference neúčastnilo, signatářem smlouvy nebylo. I přes velmi silný ruský odpor byla tato konvence nakonec začleněna do Pařížské smlouvy ukončující krymskou válku, takže se stala závaznou i pro další státy – Rakousko, Prusko, Sardinii a Osmanskou říši.

## Ruské pokusy o zrušení demilitarizace ostrovů před rokem 1914
Poté, co roku 1905 vzniklo nezávislé Norsko, byla ukončena platnost garanční smlouvy, kterou během krymské války (1855) uzavřely Velká Británie, Francie a Švédsko-norská unie, a jež zaručovala Švédsku v případě ruského útoku pomoc ze strany Velké Británie a Francie. Rusové (a zejména ministr zahraničí Alexander Isvolsky) se nově vzniklé situace pokusili využít k získání podpory pro opětovnou militarizaci Alandských ostrovů. Ruská vláda na Alandy poslala 750 vojáků, kteří měli bojovat proti pašerákům a bránit revolucionářům v útěku do Švédska. Británie tento krok za porušení smlouvy nepovažovala, nicméně vojáci byli do konce roku staženi a na ostrovech zůstala jen malá posádka obsluhující nově zřízené telegrafní spojení.
Isvolsky se mezitím obrátil na Německo, které v případné militarizaci Aland nevidělo ohrožení statutu quo Baltského moře. Roku 1907 následně Rusové zaslali na britské ministerstvo zahraničí oficiální žádost o souhlas se zrušením Alandské konvence z roku 1856. Francie a Německo se ke stejné otázce vyslovily kladně, na britskou vládu v této záležitosti naléhalo i Norsko. Britové sice proti návrhu nevyslovili žádné zásadní námitky, ovšem dle jejich stanoviska by militarizace Aland byla velmi nepříjemná pro Švédsko, a měla se tak řešit spíše v rámci celé baltské otázky, nejlépe na konferenci, kde by bylo přítomno i Německo. Britská vláda ovšem Rusům potvrdila, že v případě jejich silného naléhání se zrušením konvence souhlasit bude, ovšem až po konzultaci se švédskou stranou.
Na začátku roku 1908 se však informace o této ruské diplomacii dostaly mezi veřejnost a ve Švédsku i Velké Británii vyvolaly řadu protestů, díky čemuž bylo projednávání této otázky ukončeno. V tzv. Baltské deklaraci byl proto téhož roku status quo Aland signatáři (Německo, Dánsko, Rusko, Švédsko) potvrzen. O rok později byl na postu ruského ministra zahraničí Alexander Isvolsky nahrazen Sergejem Sazonovem, který ve fortifikaci Aland v čase míru neviděl žádnou strategickou výhodu, a veškerá jednání ohledně této otázky ukončil. Rusko následně oficiálně ujistilo Švédsko, že ostrovy nehodlá využívat k vojenským účelům. Na začátku roku 1914 švédský ministr zahraničí ve Stockholmu varoval svého francouzského protějška, že v případě opevnění ostrovů by se Švédsko s jistotou přidalo na stranu Německa. Na začátku první světové války Rusko informovalo Británii, že nemá v úmyslu porušit své závazky z roku 1856.

## Opevnění ostrovů během první světové války
Přestože Německo, díky svému podpisu pařížské mírové smlouvy z roku 1856, bylo vázané Alandskou konvencí, vzrůstající německá aktivita v severní části Baltského moře oživila na konci roku 1914 zájem Ruska o opevnění Aland proti případnému německému útoku. Ve snaze nezneklidňovat zbytečně svého souseda a vyhnout se nedorozuměním informovalo Rusko v lednu 1915 o svých plánech švédskou vládu.
Rusové zdůrazňovali výlučně obranný charakter opevnění, které mělo být zaměřeno proti aktuálně hrozícímu nebezpečí a nikterak proti samotnému Švédsku. Cílem Ruska bylo zabránit Německu využít ostrovy jako výchozí bod k útoku proti Finsku a zajistit obchod mezi Švédskem a Ruskem. Švédská vláda s tímto souhlasila a přislíbila v případě nutnosti ukonejšit veřejnost, která se o tom neměla dozvědět. V této fázi nebyli ještě o fortifikaci informováni další spojenci (Francie, Velká Británie). V dubnu 1915 na ostrovy přistála první velká skupina dělníků. Práce nepřetržitě pokračovaly, takže na konci války již byly Alandské ostrovy přebudovány v jednu obrovskou pevnost.
V srpnu 1915 však podnikla německá flotila útok na malý ostrůvek v blízkosti Aland (Utö), což vedlo ve švédském tisku k debatám o potenciálním německém útoku na Alandské ostrovy. Švédsko po Rusku oficiálně žádalo potvrdit své závazky z roku 1856. V říjnu 1915 se dostalo na veřejnost, že příprava fortifikace ostrovů začala již v lednu toho roku, načež se ve Švédsku zdvihla velká vlna příznivců vstupu do války na straně Německa. V březnu 1916 bylo ve švédském parlamentu požádáno o interpelaci na toto téma.
Ještě před tím, než se uskutečnila, žádaly Británie a Francie v reakci na to po Rusku slib, že po válce veškerá opevnění budou zničena. Ruská vláda slíbila po dlouhých jednáních mezi Spojenci tento příslib švédské vládě vyslovit, nicméně ještě před tím byla informována o tom, že se Švédi spokojí s menším ujištěním, a ve zprávě švédské vládě tak jen zopakovala důvody vedoucí k fortifikaci Aland a zdůraznila defenzivní charakter opatření. V návaznosti na tato jednání Švédsko žádalo v dohledné době definitivně vyřešit statut Aland jednoznačnou smlouvou mezi Švédskem a Ruskem, proti čemuž Rusko sice zdánlivě nic nemělo, ovšem ve stejné době též jednalo s Francií o zrušení Alandské konvence, k čemuž z její strany dosáhlo souhlasu.
Krátce na to ovšem došlo v Rusku k bolševické revoluci a rovněž byla vyhlášena nezávislost Finska, což jsou události, které daly Alandské otázce zcela nový rozměr. Ve stejné době probíhalo k jednáním o stutu ostrovů rovněž mezi vládami Švédska a Německa, přičemž německá strana nabízela výměnou za švédskou podporu zpočátku neutralitu Aland, později i přičlenění ke Švédsku. Další německý návrh obsahoval to, že ostrovy obsadí Němci, kteří by je za podmínky, že ti zabrání pobytu jiných armád, předali Švédům.

## Mírová jednání v Brest-Litevsku
Na konci roku 1917 souhlasily Sovětské Rusko, Rakousko-Uhersko, Turecko a Bulharsko s příměřím a mírovými jednáními. 23. prosince 1917 (tedy dva týdny po vyhlášení finské nezávislosti, ovšem před jejím uznáním 4. ledna 1918) zaslalo Švédsko Německu, Rakousku-Uhersku a Turecku, jako signatářům pařížské mírové smlouvy z roku 1856, nótu, v které požadovalo v rámci brest-litevských jednání zabývat se i statutem Alandských ostrovů a domáhalo se jejich kompletní neutralizace. V politicky velmi neklidné situaci, kdy Švédsko neuznávalo bolševickou vládu a nemohlo tak podat Sovětskému Rusku žádnou oficiální žádost, a současně se obávalo, že veškerá rozhodnutí budou provedena bez jeho participace, nejprve bez jakýchkoli podmínek uznalo finskou suverenitu (jako nového garanta švédské bezpečnosti), a poté deklarovala ochotu jednat s bolševickou vládou.
Řešení alandské otázky bylo v Brest-Litevsku iniciováno Německem 18. ledna 1918. Nejprve se jednalo o tom, zda Alandské ostrovy připadnou Sovětskému Rusku či Finské republice. Podle vedoucího sovětské delegace Trotského nemělo vyhlášení finské nezávislosti (které Sověti uznali 31. prosince 1917) žádný vliv na statut ostrovů. Jednání se neúčastnilo Švédsko, které však bylo z velké míry zastupováno Německem, jež ale v této době ještě neusilovalo o neutralizaci ostrovů.
Článek 6 Smlouvy z Brest-Litevska z 3. března 1918 stanoví, že Alandy mají opustit všichni ruští vojáci a příslušníci rudých gard, a že veškerá vojenská zařízení postavená během války mají být v co nejkratší době odstraněna. K trvalému řešení využití ostrovů k vojenským a navigačním účelům má být svolána konference, které by se účastnilo Německo, Finsko, Rusko, Švédsko a ostatní baltské státy. Švédsku se tak podařilo učinit rozhodující krok ke zničení opevnění Aland a zajistit příslib trvalé neutrality souostroví. Nutno však dodat, že brest-litevské mírové smlouvy byly o rok později versaillskou smlouvou zrušeny. Podle separátní smlouvy mezi Švédskem, Finskem a Německem z 30. prosince 1918 byly však mezitím společně Finskem a Švédskem opevnění demontována.

## Švédská a německá okupace ostrovů v roce 1918
Na začátku roku 1918 na ostrovech nastala velmi složitá situace. Především začalo sílit tzv. Alandské hnutí, což byla separatistická iniciativa Alanďanů, aktivně podporována Švédskem, usilující o odtržení se od Finska. Na konci roku 1917 podepsalo přes 7 tisíc obyvatel ostrovů petici žádající o přičlenění ke Švédsku. Petice, datovaná na 31. prosinec 1917, byla ovšem švédskému králi předána až 2. února 1918, tedy poté, co před tím v lednu propukla finská občanská válka mezi „rudými“ a „bílými“. V této době usilovali „bílí“ o deportaci ruských vojsk ze země, neboť ti se po říjnové revoluci přidali na stranu „rudých“. Týden po předání petice tak Alanďané, zděšeni násilným chováním ruských vojáků pobývajících na ostrovech, žádali u švédské vlády ochranu a podporu. Švédové na Alandy vyslali několik lodí, včetně jednoho torpédoborce, které měly převézt do Švédska Alanďany, kteří se cítili ohrožení. Vorovský, ruský bolševický agent ve Stockholmu, přijel se Švédy na Alandy a pokoušel se neúspěšně ruskou posádku přemluvit k návratu do Ruska.
Situace se ovšem zkomplikovala tím, že krátce nato na Alandy, k radosti místních obyvatel, dorazilo 600 vojáků finské „bílé“ armády, kteří začali bojovat s ruskou posádkou. Boje se podařilo díky švédské mediaci ukončit ke konci února 1918. Podle dohod příměří měli být Finové transportováni do Švédska. Ruské oddíly měly následovat o pět týdnů později. Mezitím ovšem Sověti přerušili na nějakou dobu mírová jednání v Brest-Litevsku, a Němci ve snaze přimět je znovu k jednání začali obsazovat zbytek baltského pobřeží, který ještě zůstal pod ruskou kontrolou. Z kontaktů mezi Německem a Finskem vyšla finská prosba o podporu proti bolševikům.
Německo informovalo Švédsko o svých plánech využít Alandy jako operační základnu, a žádalo je o stažení všech svých lodí z oblasti. Později stáhlo požadavek stažení všech lodí. Němci se se Švédy dohodli o okupaci různých částí souostroví, nicméně Švédsko informovalo Německo o tom, že se ze své části stáhne, jakmile ostrovy definitivně opustí ruští vojáci. Německá okupační vojska na Alandy dorazila 5. března 1918 a okamžitě zahájila jednání s velitelstvím švédské flotily. Němci zde nerespektovali rusko-švédskou dohodu o stažení ruských vojáků po pěti týdnech a 9. března vzali zbývající ruské vojáky do zajetí. Etnické Rusy převezli do lotyšského zajateckého tábora Libau, zatímco příslušníci ostatních národností byli na švédských lodích dovezeni do Oskarhamnu ve Švédsku.
Švédové svou vojenskou intervenci na Alandech ospravedlňovali humanitárními důvody. Finové ovšem za skutečný důvod považovali snahu o anexi tohoto teritoria, což následně na velmi dlouhou dobu narušilo finsko-švédské vztahy.